# Daniel Díaz Muñoz
Daniel Orlando Díaz Muñoz (* 7. August 1948 in Santiago) ist ein ehemaliger chilenischer Fußballspieler. Der rechte Außenverteidiger gewann drei Meisterschaften und absolvierte 23 Länderspiele für Chile.

## Spielerkarriere

### Verein
Daniel Díaz debütierte 1966 bei Universidad Católica und spielte für den Universitätsklub sechs Jahre. 1972 wechselte der Verteidiger zum CD Huachipato, mit dem er 1974 die erste Meisterschaft für den Klub gewann. 1977 schloss sich Díaz Rekordmeister CSD Colo-Colo an, mit dem er zwei weitere Meisterschaften und zwei Pokalsiege verbuchen konnte. Nach der Copa Chile 1982, die vor Ligastart ausgetragen wurde, wechselte Díaz zu den Rangers de Talca und ein Jahr später zu Deportes Valdivia, wo er seine Karriere 1983 beendete.

### Nationalmannschaft
In der chilenischen Nationalmannschaft gab Daniel Díaz beim Freundschaftsspiel im Mai 1969 gegen Argentinien sein Länderspieldebüt. Nach weiteren Freundschafts- und Qualifikationsspielen zur Weltmeisterschaft 1970, für die sich La Roja nicht qualifizierte, absolvierte Díaz für fast viereinhalb Jahre kein Länderspiel. 
Erst wieder im Juni 1975 beim Freundschaftscup Copa Juan Pinto Durán 1975 gegen Uruguay wurde Díaz wieder in einem Länderspiel eingesetzt. Bei der Copa América 1975 spielte Díaz alle vier Partien der Gruppenphase. Chile kam in der Dreiergruppe hinter Peru und vor Bolivien auf den zweiten Platz, allerdings qualifizierte sich nur der Gruppensieger für das Halbfinale. Danach absolvierte Díaz drei Spiele in der Qualifikation für die Weltmeisterschaft 1978, für die sich Chile wie schon 1970 nicht qualifizierte. Insgesamt kommt Díaz auf 23 Länderspieleinsätze.

## Erfolge
Huachipato
- Chilenischer Meister: 1974

Colo-Colo
- Chilenischer Meister: 1979, 1981
- Chilenischer Pokalsieger: 1981, 1982